# セントラル・ステーション
『セントラル・ステーション』（ポルトガル語: Central do Brasil、英語: Central Station）は、1998年のブラジル・フランスのドラマ映画。監督はヴァルテル・サレス（ウォルター・サレス）、出演はフェルナンダ・モンテネグロとヴィニシウス・デ・オリヴェイラなど。手紙の代筆業を営む女性と、母親を交通事故で亡くし、会ったことのない父親を捜す少年の交流を描いている。
シナリオが1996年にサンダンス・NHK国際映像作家賞を受賞して制作された映画で、1998年の第48回ベルリン国際映画祭で金熊賞（最優秀作品賞）、銀熊賞（女優賞）及びエキュメニカル審査員特別賞を受賞した。また、アメリカ合衆国では第56回ゴールデングローブ賞で最優秀外国語映画賞を受賞し、主演のフェルナンダ・モンテネグロが1998年の第71回アカデミー賞でアカデミー主演女優賞にノミネートされるなど、各国で高い評価を得た。

## ストーリー
かつて教師をしていたドーラは、今はリオデジャネイロの中央駅で代筆業を営んでいる。字の書けない人のために手紙を書くのが彼女の仕事だが、次第に何の感情も持たないようになり、その手紙を実際に出すことはほとんどなくなっていた。
ある日、一人の女性が夫宛の手紙を頼みに来た。しかしその女性アンナは直後に交通事故で死亡し、9歳の少年が残される。ドーラはその少年ジョズエを養子縁組斡旋所に渡すが、そこが臓器売買組織だと知って慌てて連れ戻すと、ジョズエを連れて住所を頼りに彼の父親ジャズースを捜す旅に出る。
ところが、この事態に及んでもドーラとジョズエは互いになかなか打ち解けず、行き違いから2人は一文無しとなってしまう。そんな2人を偶然出会った親切なトラック運転手のセザールが助けてくれる。3人で楽しく旅を続けるが、ドーラがセザールに恋愛感情を抱くようになり、その想いを露わにしたことから、セザールは2人を残して去ってしまう。
なんとか目的の住所に辿り着いた2人だったが、その家には既に別の家族が住んでおり、ジャズースは別の町に越していたことがわかる。金もなく、途方に暮れる2人だったが、ジョズエの機転でドーラが手紙の代筆の商売を始めると、客が殺到し、2人は当座の資金を稼ぐとともに2人の仲は一気に縮まる。
ジャズースの引っ越し先を訪ねた2人は、彼が蒸発したまま戻ってきていないことを知る。ドーラはジョズエを連れてリオデジャネイロに帰ろうとするが、そこにジャズースの息子イザイアスを名乗る青年が現れ、弟モイゼズと2人で暮らす家にドーラとジョズエを招く。しかし、ジョズエは咄嗟にジェラルドと名乗り、イザイアスとモイゼズの異母弟であることを隠す。ドーラとジョズエは子供好きで優しい兄弟とすぐに打ち解ける。するとイザイアスは半年前に父ジャズースから届いた手紙を文字の読めない自分たちに代わって読んでほしいとドーラに頼む。その手紙はジャズースの2番目の妻で、9年前に妊娠したままリオデジャネイロに行ってしまったアンナ宛のものだった。その手紙にはジャズースが彼女を捜すためにリオデジャネイロに行ったこと、そして手紙と行き違いで、自分が彼女を見つける前に、この手紙を彼女が読むことがあれば待っていてほしい、必ず家に帰ると書かれていた。
ジャズースが思っていたような呑んだくれのろくでなしでないことを知って安心したドーラは、翌早朝、ジョズエを異母兄たちの家に残してこっそりと町を去る。それに気付いたジョズエは彼女を追うが、間に合わなかった。ドーラはバスの中でジョズエ宛の手紙を書く。2人は旅の途中で撮った記念写真をそれぞれに涙を流しながら見る。

## キャスト
※括弧内は日本語吹替（日本語吹替版VHSに収録）
- ドーラ・テシエラ: フェルナンダ・モンテネグロ（新橋耐子） - 手紙の代筆業を営む女性。元教師。
- ジョズエ・ディ・パイヴァ: ヴィニシウス・ジ・オリヴェイラ（ポルトガル語版）（伊藤隆大） - 母を亡くした少年。
- イレーニ: マリリア・ペーラ（ポルトガル語版）（小山茉美） - ドーラと同じアパートに住む友人。元教師。
- アンナ: ソイア・ライラ（ポルトガル語版）（棚田恵美子） - ジョズエの母。
- セザール: オトン・バストス（ポルトガル語版）（樋浦勉） - 親切なトラック運転手。
- イザイアス: マテウス・ナシュテルゲーレ（ポルトガル語版） - ジョズエの異母兄。
- モイゼズ: カイオ・ジュンケイラ（ポルトガル語版） - ジョズエの異母兄。イザイアスの弟。大工。

## 『リーニャ・ヂ・パッシ』
本作で少年ジョズエを演じたヴィニシウス・デ・オリヴェイラは、ウォルター・サレス監督がダニエラ・トマスと共同監督した2008年の映画『リーニャ・ヂ・パッシ』（2008年の第9回東京フィルメックス上映時の日本語題）に再び出演している。この作品では、それぞれ別の父親をもつ四人兄弟とその母親を描いており、ヴィニシウス・デ・オリヴェイラはサッカー選手を目指す長男ダリオを演じている。
共同監督・共同脚本のダニエラ・トマスによると、この長男ダリオは『セントラル・ステーション』の少年ジョズエの10年後の設定となっている。ただし、役名も母親の設定もこの二役は異なっており、直接繋がった10年後ではない。